# Galéotes
Les Galéotes sont des devins de Sicile. Issus, d'après la légende, de Galéos, fils d'Apollon et de Thémisto, ils interprétaient les songes. 